# Baumschleichen
Baumschleichen (Abronia) sind eine baumbewohnende Gattung der Schuppenkriechtiere, die im südlichen Nordamerika und im nördlichen Mittelamerika vorkommt. Das Verbreitungsgebiet reicht vom nordostmexikanischen Bundesstaat Tamaulipas über das zentrale Hochland von Mexiko bis nach Honduras und in den Norden El Salvadors.
Die Tierart (Abronia) ist nicht zu verwechseln mit der Pflanzengattung Abronia in der Familie der Wunderblumengewächse.

## Merkmale
Baumschleichen sind stämmige bis schlanke Echsen, die eine Gesamtlänge von 25 bis 35 cm erreichen, wobei der als Greiforgan dienende Schwanz das Anderthalbfache bis Doppelte der Kopf-Rumpf-Länge ausmacht. Im Unterschied zur beinlosen europäischen Blindschleiche besitzen Baumschleichen, wie alle Angehörigen der Unterfamilie der Krokodil- und Alligatorschleichen (Gerrhonotinae), kräftige Vorder- und Hinterbeine. Körper und Kopf sind deutlich abgeflacht und mit großen, mit Osteodermen verstärkten Schuppen bedeckt. Der Kopf ist in der Draufsicht dreieckig. Die Angehörigen der Untergattung Auriculabronia besitzen dornartig verlängerte Schuppen oberhalb der Ohröffnung.
Baumschleichen sind bunter gefärbt als andere Schleichen. Einige sind leuchtend grün, andere schwarz-weiß oder schwarz-gelb gefleckt. Oft weist der Kopf orangerote Flecken auf. Die Färbung dient aber in allen Fällen der Tarnung und die scheckigen Zeichnungen machen die Echsen auf Moos- und Flechtenmatten fast unsichtbar. Jungtiere sind in der Regel unscheinbarer und besitzen oft ein Muster dunkler Querbänder auf der Rückenseite.

## Lebensraum
Fast alle Baumschleichenarten leben in den Bergen in Primärwäldern in Höhen zwischen 1500 und 3000 Metern. Es handelt sich um Nebelwälder und Kiefern-Eichen-Mischwälder, deren Bäume stark mit Epiphyten, vor allem mit Bromeliengewächsen bewachsen sind. Lediglich die zwei in Südmexiko vorkommenden Arten der Untergattung Scopaeabronia, A. bogerti und A. chiszari bewohnen tropischen Regenwald in geringeren Höhen. Größere Verbreitungsgebiete besitzen lediglich die nördlichen Arten, die von Tamaulipas bis Oaxaca leben. Alle übrigen leben in sehr eng begrenzten Gebieten, die oft nur eine kleine Bergkette oder einen Vulkan umfassen. Die Arten sind durch dazwischen liegende Tiefländer voneinander isoliert. Ein syntopes Vorkommen ist nur in einem Fall bekannt, bei A. fimbriata und A. gaiophantasma, die gemeinsam den Nebelwald in der Sierra de las Minas im Osten Guatemalas besiedeln.

## Lebensweise
Baumschleichen sind Baumbewohner und nur schwer in ihrer natürlichen Umgebung zu beobachten. Einige Arten kommen regelmäßig auf den Boden, während andere den Bodenkontakt vermeiden. Bromelien, Moos- und Flechtenmatten dienen ihnen als Ruheplatz und auch ihre Hauptnahrung, verschiedene Gliederfüßer, werden vor allem in Bromelien erbeutet. Ähnlich wie Chamäleons bewegen sich Baumschleichen zur Tarnung in der Regel extrem langsam und schaukeln in ihrer Bewegung wie ein vom Wind bewegtes Pflanzenteil. Lediglich der Beutefang erfolgt durch einen schnellen Vorstoß. Sie sind territorial und während der Paarungszeit tragen die Männchen heftige Kämpfe aus. Alle Arten, deren Fortpflanzungsart bekannt ist, sind lebendgebärend. Pro Wurf werden ein bis 17 Junge geboren, am häufigsten ist eine Wurfgröße von vier Jungtieren.

## Arten

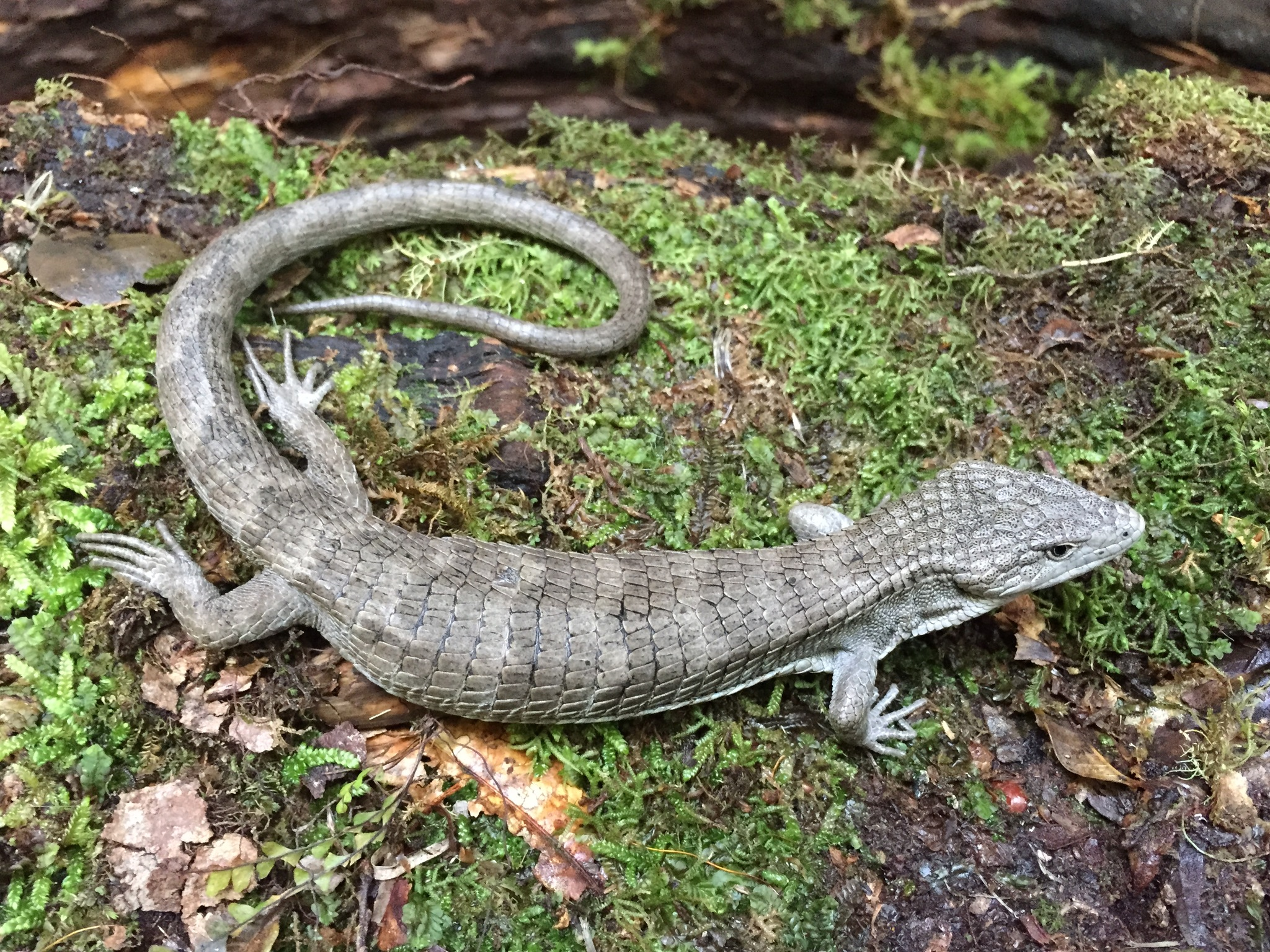
Abronia montecristoi

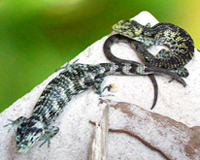
Abronia taeniata

- Abronia anzuetoi Campbell & Frost, 1993
- Abronia aurita Cope, 1869
- Abronia bogerti Tihen, 1954
- Abronia campbelli Brodie & Savage 1993
- Abronia chiszari Smith & Smith, 1981
- Abronia cuetzpali Campbell, Solano-Zavaleta, Flores-Villela, Caviedes-Solis & Frost, 2016
- Abronia deppii (Wiegmann, 1828)
- Abronia fimbriata Cope 1884
- Abronia frosti Campbell, Sasa, Acevedo & Mendelson 1998
- Abronia fuscolabialis (Tihen, 1944)
- Abronia gaiophantasma Campbell & Frost 1993
- Abronia graminea (Cope, 1864)
- Abronia leurolepis Campbell & Frost, 1993
- Abronia lythrochila Smith & Alvarez del Toro, 1963
- Abronia martindelcampoi Flores-Villela & Sánchez-H., 2003
- Abronia matudai (Hartweg & Tihen, 1946)
- Abronia meledona Campbell & Brodie 1999
- Abronia mitchelli Campbell, 1982
- Abronia mixteca Bogert & Porter, 1967
- Abronia montecristoi Hidalgo 1983
- Abronia oaxacae (Günther, 1885)
- Abronia ochoterenai (Martín del Campo, 1939)
- Abronia ornelasi Campbell, 1984
- Abronia ramirezi Campbell 1994
- Abronia reidi Werler & Shannon, 1961
- Abronia salvadorensis Hidalgo 1983
- Abronia smithi Campbell & Frost, 1993
- Abronia taeniata (Wiegmann, 1828)
- Abronia vasconcelosii (Bocourt, 1871)

## Gefährdung
Auf Grund des sehr kleinen Verbreitungsgebietes der meisten Arten sind Baumschleichen durch Abholzung extrem gefährdet und Wissenschaftler nehmen an, dass einige der beschriebenen Arten schon ausgestorben sind und weitere Arten in den nächsten Jahrzehnten verschwinden werden. Auch wird vermutet, dass einige Arten schon ausgestorben sind, bevor sie der Wissenschaft bekannt wurden.